# The Merseybeats
The Merseybeats var en brittisk musikgrupp bildad 1961, då som The Mavericks. 1962 bytte gruppen namn till The Merseybeats.
Året efter namnbytet 1963, fick gruppen skivkontrakt på Fontana Records. Gruppen riktade in sig på lugnare musik. Deras debutsingel nådde en lägre placering på Englandslistan, men nästa singel, "I Think of You" nådde plats 5. 
1964 och 1965 kom succéerna "Wishin' and Hopin'" och "I Love You, Yes I Do". Efter namnbyte till The Merseys 1966, hade de en sista stor hit med "Sorrow". Gruppen upplöstes senare det året. The Merseybeats återförenades 1993.

## Medlemmar
Nuvarande medlemmar
- Tony Crane – gitarr, sång (1961–)
- Billy Kinsley – gitarr, basgitarr, sång (1961–1964, 1964–1974, 1993–)
- Bob Packham – basgitarr, sång (1974–)
- Lou Rosenthal – trummor (2000–)

Tidigare medlemmar
- David Elias – gitarr, sång (1961–1962)
- Frank Sloane – trummor (1961–1962)
- Aaron Williams – gitarr, sång (1962–1966)
- John Banks – trummor (1962–1965) (avliden)[1]
- Bob Garner – basgitarr, sång (1964)
- Johnny Gustafson – basgitarr, sång (1964)
- Kenny Mundaye – trummor (1965–1966, 1969–1974)
- Allan Cosgrove – trummor (1974–2000)
- Colin Drummond – keyboard, violin (1986–1993)
- Dave Goldberg – keyboard (1993–2000, 2009–2011)
- Adrian Crane – keyboard (2000–2009)
- Chris Finley – keyboard (2011)
- Toni Baker – keyboard (2011)
- Alan Lovell – gitarr, sång (2011)

## Diskografi (i urval)
- This Is Merseybeat (1963)
- The Merseybeats (1964)
- The Merseybeats Greatest Hits (1977) (samlingsalbum)
- Tony Crane sings Elvis Presley (1978) (utgiven under namnet Tony Crane)
- The Merseybeats Beats & Ballads (1982) (samlingsalbum)
- I’ll Get You (1993)